# Prov utan värde
Prov utan värde från 1930 är den första svenskproducerade kortfilmen med optiskt ljud. Filmen gjordes för att testa Svensk Filmindustris nya ljudfilmsutrustning.

## Handling
Handlingen är bagatellartad och består av att Karl Gerhard och hans balettflickor kommer till en filmateljé för att framföra ett nummer bestående av kupletten Det låter som en saga av Andersen med text av Karl Gerhard och musik av Jules Sylvain. Karl Gerhard  skrev manus till filmen som är 10 minuter lång och inspelad i Filmstaden i april 1930. Den hade premiär 5 maj på  Skandia i Stockholm, som förspel till annan film.

## Medverkande (i urval)
- Karl Gerhard
- Eric Abrahamsson
- Greta Strömberg
- Maya Strömberg
- Sune Holmqvist
- Karl Gerhards balettflickor och orkester